# Samsing-gruppen
Samsing-gruppen var en dansk modstandsgruppe, der var aktiv i Aarhus fra juni 1943 til 6. juni 1944.
Gruppen bestod af Willy Samsing, hans tre brødre og 10-12 andre mænd. Gruppen gennemførte omkring 60 store og små sabotageaktioner i og omkring Aarhus og var i de første år drivkraften bag modstandsaktioner i byen. Udover sabotage indsamlede gruppen våben og forsyninger fra de allierede og leverede dem til andre grupper i Jylland. I 1944 blev gruppen pågrebet af den tyske besættelsesmagt, der arresterede medlemmerne.

## Historie
Tyskland invaderede og besatte Danmark den 9. april 1940. I juni 1941 invaderede Tyskland Sovjetunionen, og den danske regering arresterede efterfølgende danske kommunister og vedtog kommunistloven den 22. august 1941, der tvang mange kommunister til enten at flygte eller gå under jorden.  Willy Samsing (kodenavn: Frandsen) var den lokale leder af Danmarks Kommunistiske Parti på Trøjborg i Aarhus. Sammen med sine tre brødre grundlagde han en lille gruppe modstandsfolk med kommunistiske holdninger. Gruppen gennemførte deres første operation den 22. marts 1943 og deres sidste i maj 1944. Den 10.-11. august 1943 gennemførte gruppen en af deres større operationer, der spændte over 9 lokationer på tværs af Aarhus, hvilket kan have bidraget til augustkrisen.
I maj 1944 fik den danske modstandsbevægelse gennem en radioudsendelse fra England ordre om at ødelægge elværket i Aarhus. Vagn Bennike, der dengang stod i spidsen for modstanden i Jylland, satte Samsing-gruppen i gang med planlægningen. Direktøren for elektricitetsværket var også forbundet med modstanden og leverede skemaer og råd, men påpegede samtidig, at handlingen kunne efterlade byen uden strøm i op til tre-fire år. Willy Samsing afviste efterfølgende operationen, som aldrig gennemført. Han mente, at den ville gå mere ud over borgerne i byen end tyskerne. Efter krigen har dokumenter vist, at ordren blev givet uden at konsultere Frihedsrådet . 
I april 1944 blev 3 medlemmer af gruppen sendt til Højbjerg for at skræmme og afskrække en civil, der samarbejdede med den tyske besættelsesmagt. Gruppen kom ind i boligen, hvor de stødte på hustruen og den 17-årige søn, men ikke manden, de var kommet efter. Gruppen tog afsted uden at skade nogen, men 8. maj identificerede sønnen Harry Samsing over for det danske politi, som omgående anholdt ham og derefter, den 12. maj, yderligere 2 medlemmer.  Det var på dette tidspunkt, Grethe Bartram begyndte sin ansættelse som informant for Gestapo, og hun informerede om et andet medlem i denne periode. I september var de fleste medlemmer af gruppen varetægtsfængslet. 
Gruppens medlemmer blev deporteret til Frøslev Fængselslejr og senere Neuengamme koncentrationslejr. De overlevende blev repatrieret af De Hvide Busser i 1945, men Willy Samsing havde fået tyfus og døde på det epidemihospitalet i Helsingborg den 26. april 1945.  

## Aktioner gennemført af gruppen 10.-11. august 1943
- 23.00 Værksted i Vejlby sat i brand. [11]
- 23.57 Tysk bus i mekanikerforretning på Trøjborg .
- 24.00 Stor brand i tysk butikshus i Østergade .
- 00.30 Brand i tømrerværksted i Knudrisgade .
- 00.38 Brand i Aarhus Yacht lægger i Fiskerihavnen .
- 01.30 Brand i sadelmagerværksted i Studsgade.
- 04.20 Brand i tysk lastvogn på Trøjborg.
- - To militærbarakker sprængt i luften ved Brendstrupgaard .